# Heapey
Heapey – wieś w Anglii, w hrabstwie Lancashire, w dystrykcie Chorley. Leży 34 km na północny zachód od miasta Manchester i 293 km na północny zachód od Londynu. W 2001 miejscowość liczyła 955 mieszkańców.